# Nikola (trebinjsko-mrkanski biskup)
Nikola O.F.M. bio je prelat Katoličke Crkve koji je služio kao biskup trebinjsko-mrkanski od 1322. do 1333. godine.

## Životopis
Nikola je bio dubrovački franjevac. Za trebinjsko-mrkanskog biskupa imenovan je 1322. godine.
Raspolagao je dobrima mrkanskog samostana te se prvi naziva mrkanskim biskupom.

### Knjige
- Perić, Ratko. 2020. Kronotaksa trebinjsko-mrkanskih biskupa s nekim prijepornim pitanjima.   Krešić, Milenko (ur.). Trebinjsko-mrkanska biskupija za vrijeme posljednjeg biskupa ordinarija Nikole Ferića (1792.-1819.) i nakon njega. Teološko-katehetski institut u Mostaru. Mostar. str. 9–33

### Mrežna sjedišta
- Bishop Niccolò , O.F.M. †. catholic-hierarchy.org (engleski). Pristupljeno 26. prosinca 2022.

| Titule u Katoličkoj Crkvi | Titule u Katoličkoj Crkvi              | Titule u Katoličkoj Crkvi |
| ------------------------- | -------------------------------------- | ------------------------- |
| prethodnik Salvije        | Biskup trebinjsko-mrkanski 1322.–1333. | nasljednik Bonifacije     |